# آرون چالمرز
آرون چالمرز (انگلیسی: Aaron Chalmers؛ زادهٔ ۲ فوریهٔ ۱۹۹۱) بازیکن فوتبال اهل بریتانیا است.
از باشگاه‌هایی که در آن بازی کرده‌است می‌توان به باشگاه فوتبال اولدهام اتلتیک، باشگاه فوتبال مکلسفیلد تاون، باشگاه فوتبال هاید، باشگاه فوتبال هیبرنین، باشگاه فوتبال اشتون یونایتد، باشگاه فوتبال ساوتپورت، باشگاه فوتبال نورتویچ ویکتوریا، و باشگاه فوتبال درویلزدن اشاره کرد.